# Політичні партії Естонії
Список політичних партій Естонії відображає політичні партії в Естонії. Естонія має багатопартійну систему з численними партіями, в яких жодна партія, швидше за все, не отримає абсолютну перевагу і не займе владу, що змушує партії працювати один з одним для формування коаліційних урядів.

## Партії

### Головні партії
Партії представлені в Рійгікогу або Європейському парламенті.
| Назва | Назва                                                                  |      | Лідер               | Ідеологія                                            | депутати | євродепутати |
| ----- | ---------------------------------------------------------------------- | ---- | ------------------- | ---------------------------------------------------- | -------- | ------------ |
|       | Партія реформ Естонії Eesti Reformierakond                             | RE   | Кая Каллас          | правоцентризм, лібералізм, пан'європеїзм             | 34       | 2            |
|       | Центристська партія Eesti Keskerakond                                  | K    | Юрі Ратас           | ліберальний консерватизм, центризм                   | 26       | 1            |
|       | Консервативна Народна партія Естонії Eesti Konservatiivne Rahvaerakond | EKRE | Март Хельме         | націоналізм                                          | 19       | 0            |
|       | Союз Вітчизни і Res Publica Isamaa                                     | I    | Хелір-Валдор Зеедер | консерватизм, християнська демократія, правоцентризм | 12       | 1            |
|       | Соціал-демократична партія Sotsiaaldemokraatlik Erakond                | SDE  | Євгеній Осиновський | соціал-демократія, лівоцентризм                      | 10       | 1            |

### Інші партії
- Партія волі народу (Erakond Rahva Tahe)
- Естонія 200 (Erakond Eesti 200)
- Багатство життя (Elurikkuse Erakond)
- корінні естонці (erakond põliseestlased)
- Естонська партія свободи (Eesti Vabaerakond)
- Партія єдності людей (Rahva Ühtsuse Erakond)
- Об'єднана ліва партія Естонії (Eestimaa Ühendatud Vasakpartei)
- Партія зелених (Erakond Eestimaa Rohelised)
- Партія незалежності (Eesti Iseseisvuspartei)
- Естонська партія свободи - Асамблея фермерів (Eesti Vabaduspartei — Põllumeeste Kogu)

### Колишні партії
- Народний фронт Естонії (Eestimaa Rahvarinne)
- Народний союз Естонії (Eestimaa Rahvaliit)
- Комуністична партія Естонії (Eestimaa Kommunistlik Partei)
- Коаліційна партія Естонії (Eesti Koonderakond)
- Ісамаалійт (Isamaaliit)
- Вапси (Eesti Vabadussõjalaste Keskliit)